# パックマン チャンピオンシップ エディション
『パックマン チャンピオンシップ エディション』 (PAC-MAN CHAMPIONSHIP EDITION)は、バンダイナムコゲームスより2007年6月6日に配信開始されたXbox 360用ゲームソフト。2009年12月10日にはiPhone/iPod touch用に移植された。

## 概要
Xbox Live Arcadeで配信された『パックマン』の反響が高かったことから、マイクロソフトに世界大会用ソフトを打診され開発したもの。岩谷徹の監修を受けるなどオリジナル版の要素を尊重しつつ、Xbox 360のHD画面を意識して横長の迷路に、大会仕様ということで制限時間のあるスピーディーな展開となっている。
2007年6月5日にニューヨークで開催された「Xbox 360 パックマンワールド チャンピオンシップ 決勝大会」に用いられ、翌日よりXbox Live Arcadeで配信開始された。
2008年3月6日に発売されたXbox 360 アーケード同梱の「Xbox LIVE アーケード オムニバス ディスク」、2009年11月5日発売のXbox 360用パッケージソフト『ナムコミュージアム バーチャルアーケード』、2011年6月23日発売のニンテンドー3DS用ソフト『パックマン&ギャラガ ディメンションズ』、2014年6月25日発売のXbox Live/PlayStation Store配信専用ソフト『パックマンミュージアム』にも収録された。
2010年11月17日には新ルールやステージを追加した『パックマン チャンピオンシップ エディション DX』が、2016年9月13日には『パックマン チャンピオンシップ エディション2』が配信されシリーズ化された。
2020年6月18日に発売された『ナムコットコレクション』（NAMCO MUSEUM ARCHIVES Vol.1）にはファミリーコンピュータ風に再現（実機でも動作するよう作成）したFCアレンジ版が収録。

## ゲームルール
迷路はゴースト達の巣がある中央エリアを挟んで左と右の2エリアに分かれており、一方のエリアにあるクッキーを全て食べると逆エリアにフルーツが出現、このフルーツを食べるとクリアしたエリアの迷路が書き換えられ、クッキーも再配置される。ゲーム開始直後は迷路内のクッキーが少ないが、迷路の書き換えが進むに従い、配置されるクッキーの数は増えていく。パックマンは20000点毎に残数が1つ増える。
ミスをした場合、パックマンはその場から再スタートとなる（オリジナルでは初期配置場所に戻る）。ゴーストはオリジナル同様、巣に戻る。
パックマンの残数がなくなるか時間切れでゲーム終了。クッキー・フルーツ・ゴーストそれぞれによる得点の積み上げ縦棒グラフが時系列順に表示される。
コーナリング
曲がり角に至る手前で、曲がる方向に方向キーを入力するとパックマンは火花をあげてコーナーを曲がる。
これはパックマンのコーナリングがゴーストよりも速いという、オリジナルから存在するTipsをビジュアル化したもので、実績の対象となっている。
スピードアップ
ノーミスでクッキーを食べ続けると、パックマンおよびゴーストの移動速度が上昇（ゴーストを食べることで更に加速される）し、クッキーひとつあたりの得点も10点から最大50点まで上がっていく。ミスするとスピードとクッキーひとつあたりの得点は元に戻る。
パワークッキー
ゴーストの数はオリジナル同様4体だが、パワークッキーの効果が切れる前に再度パワークッキーを食べると、復帰したゴーストが再度イジケることで更に連続してゴーストを食べることが出来る。得点は400・800・1200・1600・2000・2400・2800・3200点と増えていく（8体目以降はいずれも3200点）。
ワープトンネル
中央エリアの上下に2組、左右エリアの横軸中央に1組が基本構成だが、ステージによっては上下または左右にトンネルが追加される。オリジナルと異なり、ワープトンネル通過中ゴーストの移動速度は低下しない。

## モード

### チャンピオンシップ
世界大会向けのモード。3〜5分の時間制限でスコアを競う。

### チャレンジ
チャンピオンシップをアレンジした最大10分のモード。
ヘブンアンドヘル
再配置される迷路によって、パワークッキーが無かったり、大量にあったりと差が激しい。
ダークネス
迷路が暗闇となり、パックマンやゴーストの周囲しか表示されない（クッキーは表示される）。

### エクストラ
難易度の上がったマニア向けモード。
ハイウェイ
横長の迷路でゲーム開始時からスピードが速い、最大10分のモード。
マンハッタン
マンハッタンの街並みのように整然とした区画が配置されており、ゴーストから逃げにくい、最大5分のモード。
没になった初期案（3Dのパックマンがニューヨークの街並みを移動する）の名残である。
フュージョン
他のモードの迷路の混成に加え、難易度の高い極端な迷路で構成されている、最大10分のモード。

## iPhone版
ボリュームが少ないというユーザーからの意見を取り入れ、ステージやミッションを大幅に追加した。ミッションはクリアすることで、チャンピオンシップおよびチャレンジはランクインすることで、新たなステージが解禁される。発売当初、過半のステージ・ミッションは追加購入方式だったが、2010年10月29日の更新で追加購入の必要がなくなったほか、Game Centerに対応した（チャンピオンシップのスコアランキングおよびアチーブメント）。32bitアプリのため、iOS 11（2017年9月19日リリース）以降では動作しない。
タッチパネル上の仮想ボタンやフリックによる様々な操作方法を選べる。
ミッション
1分程度の制限時間内に特定数のフルーツ（アップルのみ）を食べたり、ゴーストを連続で食べるなどのお題をクリアしていく。全120ミッションあり、初心者向けのチュートリアルを兼ねている。ミッションによっては操作方法を指定される。
チャンピオンシップ
ステージ毎に初期配置の迷路が異なる。全15ステージ。
チャレンジ
Xbox 360版のチャレンジモードとエクストラモードを統合・再構成した全15ステージのモード。
オンライントーナメント
2010年4月19日の更新で追加されたモード。Facebookとの連動によるオンラインランキングで、週毎に対象ステージが1つ選ばれる。